# Weddersleben
Weddersleben è una frazione della città tedesca di Thale, nel Land della Sassonia-Anhalt.

## Storia
In passato era un comune autonomo.